# Silver Springs (Nova York)
Silver Springs és una població dels Estats Units a l'estat de Nova York. Segons el cens del 2000 tenia 844 habitants.

## Demografia
Segons el cens del 2000, Silver Springs tenia 844 habitants, 341 habitatges, i 221 famílies. La densitat de població era de 343 habitants per km².
Dels 341 habitatges en un 31,7% hi vivien nens de menys de 18 anys, en un 49,3% hi vivien parelles casades, en un 10,9% dones solteres, i en un 34,9% no eren unitats familiars. En el 29,3% dels habitatges hi vivien persones soles el 15% de les quals corresponia a persones de 65 anys o més que vivien soles. El nombre mitjà de persones vivint en cada habitatge era de 2,46 i el nombre mitjà de persones que vivien en cada família era de 3,02.
Per edats la població es repartia de la següent manera: un 23,8% tenia menys de 18 anys, un 7,2% entre 18 i 24, un 31% entre 25 i 44, un 23,6% de 45 a 60 i un 14,3% 65 anys o més.
L'edat mediana era de 38 anys. Per cada 100 dones de 18 o més anys hi havia 84,8 homes.
La renda mediana per habitatge era de 34.338 $ i la renda mediana per família de 43.750 $. Els homes tenien una renda mediana de 31.842 $ mentre que les dones 22.557 $. La renda per capita de la població era de 15.993 $. Entorn del 6,1% de les famílies i el 8,3% de la població estaven per davall del llindar de pobresa.